# スチュアート・ゴードン
スチュアート・ゴードン（Stuart Gordon、1947年8月11日 - 2020年3月24日）は、アメリカ合衆国の映画監督、脚本家、映画プロデューサー。
シカゴ出身。主にSF映画やホラー映画を多く手がけている。彼の作品のいくつかは、カルト的な名作となった。

## 主な作品

### 監督
- ZOMBIO/死霊のしたたり Re-Animator (1985) ※
- フロム・ビヨンド From Beyond (1986) 原案も
- ドールズ Dolls (1986)
- ロボ・ジョックス Robot Jox (1986)
- サイキック・バンパイア Daughter of Darkness (1990) テレビ映画
- ペンデュラム/悪魔のふりこ The Pit and the Pendulum (1991)
- フォートレス Fortress (1993)
- キャッスル・フリーク Castle Freak (1995) 原案も
- スペース・トラッカー Space Truckers (1996) ☆原案も
- The Wonderful Ice Cream Suit (1998) ☆
- DAGON Dagon (2001)
- キング・オブ・バイオレンス King of the Ants (2003) ☆
- マスターズ・オブ・ホラー・魔女の棲む館 H. P. Lovecraft's Dreams in the Witch House (2005) ※
- エドモンド Edmond (2005) ☆
- マスターズ・オブ・ホラー・黒猫 The Black Cat (2007) ※
- THE CLASH ザ・クラッシュ Stuck (2007)

※は脚本も担当。☆は製作も担当。

### 脚本
- ミクロキッズ Honey, I Shrunk the Kids (1989)
- ボディ・スナッチャーズ Body Snatchers (1993)
- デンティスト The Dentist (1995)
- バトルフィールド Robo Warriors (1997) キャラクター創作者として
- スピーシーズ リターン/種の終焉 Progeny (1999) ☆

☆は製作も担当。

### 製作
- ジャイアント・ベビー Honey I Blew Up the Kid (1992)